# Vrouwentroost
Vrouwentroost is een buurtschap in de gemeente Aalsmeer, in de Nederlandse provincie Noord-Holland. Het ligt aan de Westeinderplassen ten zuidwesten van Aalsmeer en ten noordoosten van Kudelstaart, globaal gesproken tussen de watertoren van Aalsmeer en het Fort bij Kudelstaart.
Dorpen: Aalsmeer · Kudelstaart

Buurtschappen: Calslagen · Oosteinde · Vrouwentroost
Noord-Holland: Steden en dorpen      Nederland: Provincies · Gemeenten